# Sinpar

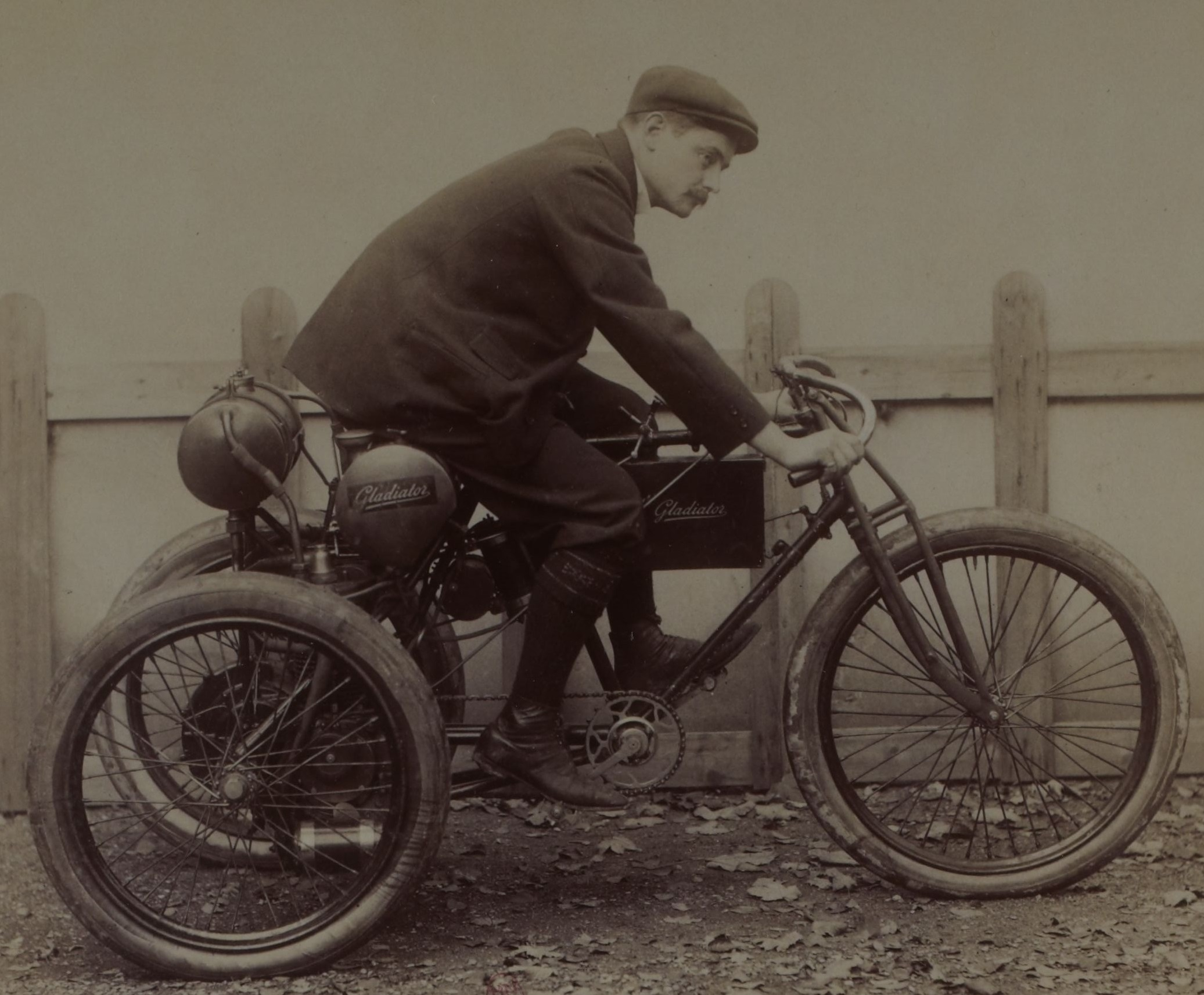
Léon Demeester en 1900 sur son tricycle.

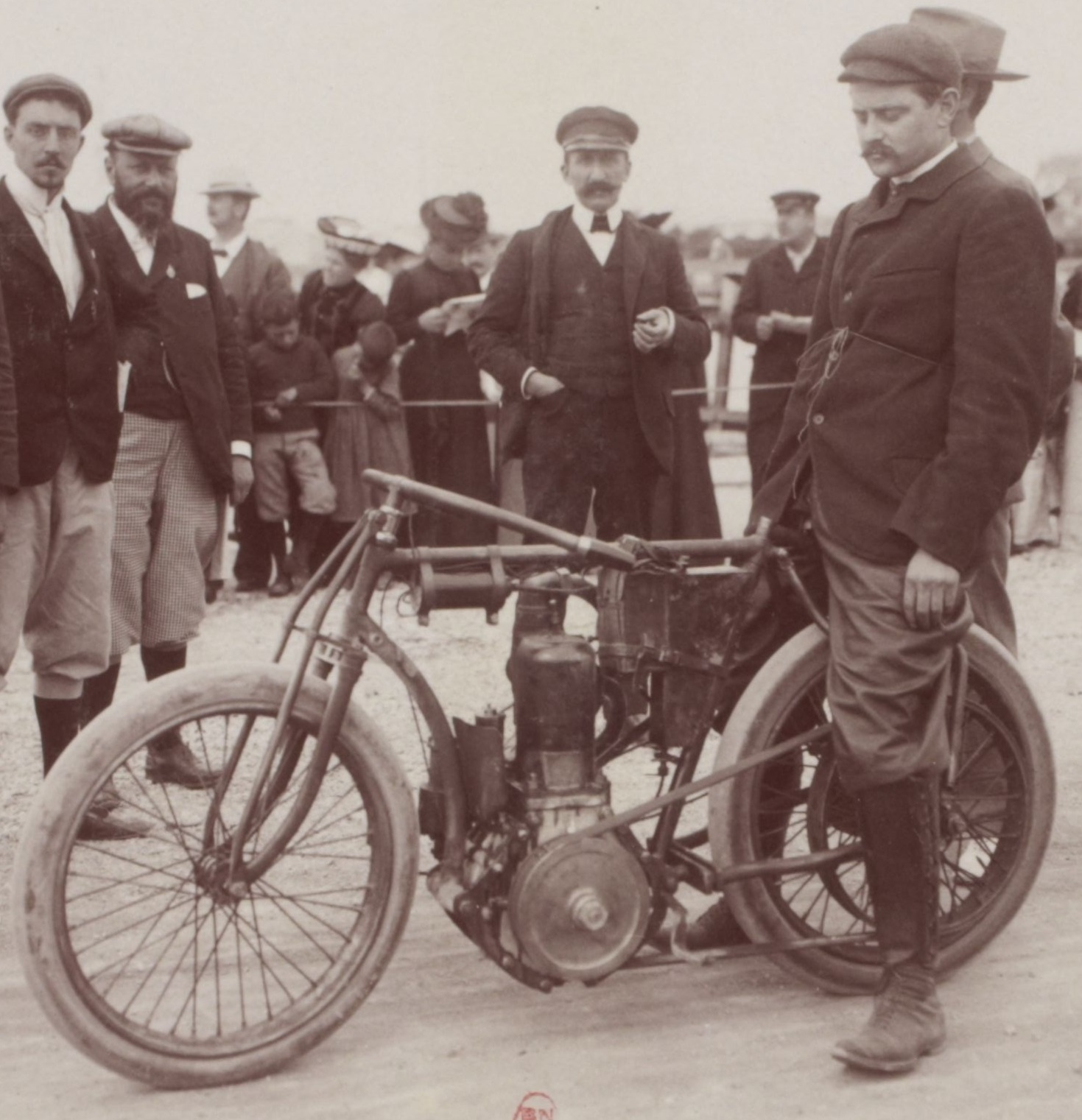
Léon Demeester au kilomètre de Deauville (août 1902).

Sinpar est une entreprise automobile française, créée en 1946 par Léon Demeester, et disparue en 1980.

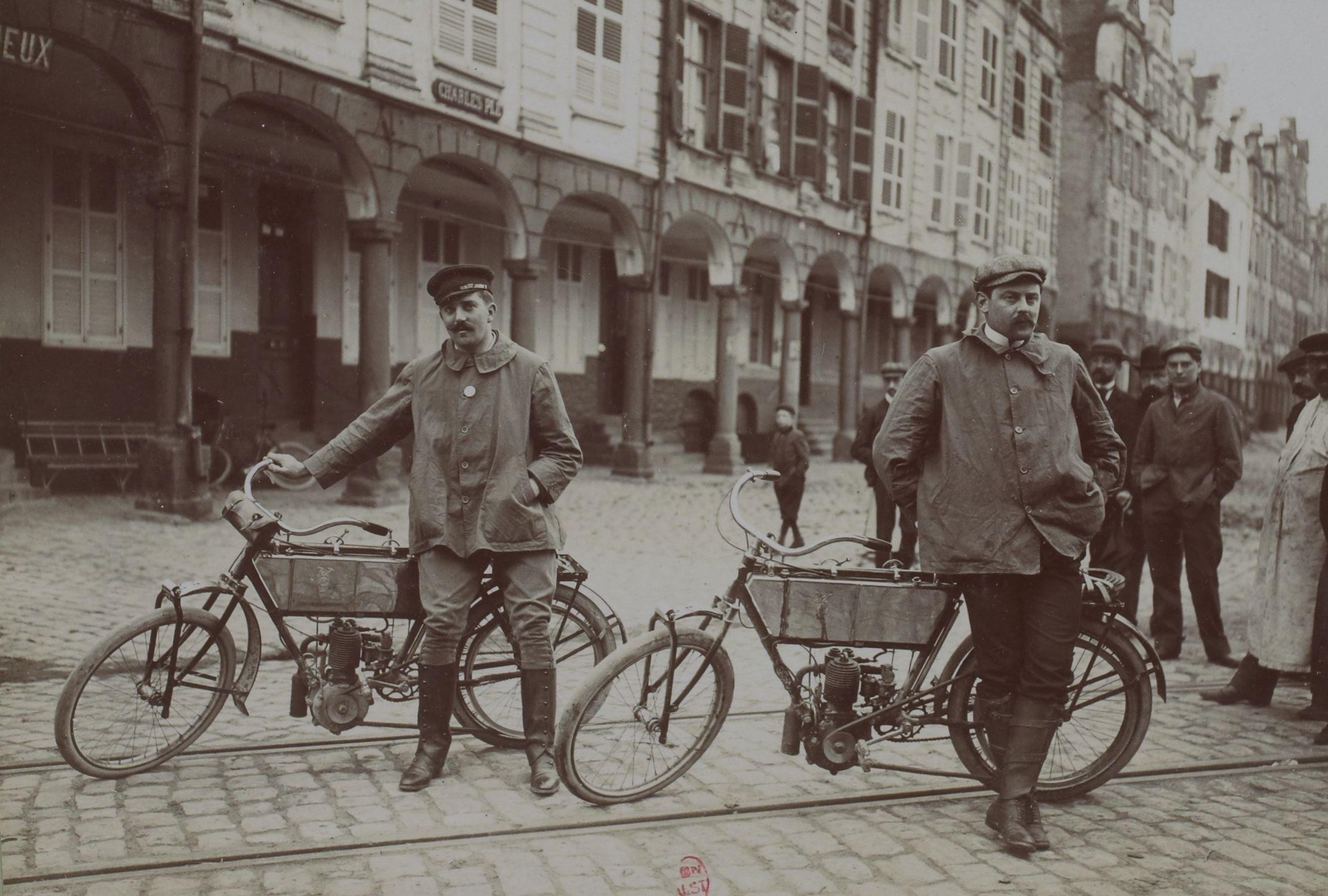
Lamberjack (G) et Demeester (D) sur Griffon, au Circuit du Pas-de-Calais en Tourisme (mai 1904).

## Origine du nom
Sinpar était à l'origine un constructeur automobile français qui produisit des automobiles de 1907 à 1914. L'entreprise produisait des voiturettes à moteur De Dion à Courbevoie. Les voitures utilisaient des moteurs 4½ ch ou 8 ch.
Le nom « Sinpar » voulait dire que ces voitures étaient « sans pareil ».
De son côté, Léon Demeester fonda avec Dominique Lamberjack une entreprise portant son nom, Demeester & Lamberjack, à Courbevoie en 1905. Passionné de compétition, il engagea ses premiers modèles dans les courses de l'époque comme le GP des Voiturettes de Dieppe. En 1912, la marque proposa sous son nom des voitures construites sous licence Sinpar, et Sinpar absorba Demeester en 1914.
La Première Guerre mondiale mit un terme à l'activité de cette première incarnation de l'entreprise Sinpar.

## Après 1946
Lorsqu'il créa son entreprise en 1946, Léon Demeester reprit le nom historique Sinpar. L'entreprise s'est spécialisée dans la fabrication de treuils, boîtes de transfert et modifications de châssis de camions en 4×4, 6×4 et 6×6. Il travailla pour l'ensemble des constructeurs français jusqu'à ce qu'en 1975 le constructeur Saviem reprenne l'actif de la société. À la cessation des activités de la Sté Sinpar, Renault V.I. créa une filiale à Chassieu dans le Rhône dénommée Sinpar (Sté Industrielle de Production et d'Adaptations Rhodanienne).
Outre les camions, Sinpar était surtout connu du grand public pour ses transformations en 4×4 des automobiles Renault : Renault Goélette pour l'armée, Renault 4 (4L), Renault Rodéo, Renault 6 et Renault 12 et certains camions Saviem SG4 et SG2. Elle jouait pour les automobiles Renault le rôle joué par Dangel pour les Peugeot 504 ou 505. Sinpar a aussi produit pour Renault l'éphémère Renault 4 « Plein air ». Elle a également fourni des transmissions 4×4 pour les Dallas, (marque française, dont les modèles s'inspiraient visuellement de la Jeep). Elle a, par ailleurs, continué de produire sous sa marque des véhicules complets (camions étroits porte-outils utilisant la cabine de l'estafette plateau et des composants Saviem, dont le PTAC allait jusqu'à 7 t), les Sinpar Mini Camion et Sinpar Castor.

## Activités sportives
En décembre 1975, une Renault 12 break Sinpar Gordini prend le départ du rallye Côte d'Ivoire Côte d'Azur et se classe 3e à Nice.
L'année suivante, deux Renault 12 Sinpar 1800 sont engagées dans le même rallye, et la no 119 pilotée par l'équipage Briavoine / Oger se classe première. La deuxième (no 80), pilotée par l'équipage Privé / Bernard, malgré une sortie de route, peut être réparée et termine 11e.
Une Renault 4 Sinpar, pilotée par les frères Marreau, a couru le Paris Dakar en 1979 et a terminé 5e, puis 3e en 1980.

## Galerie

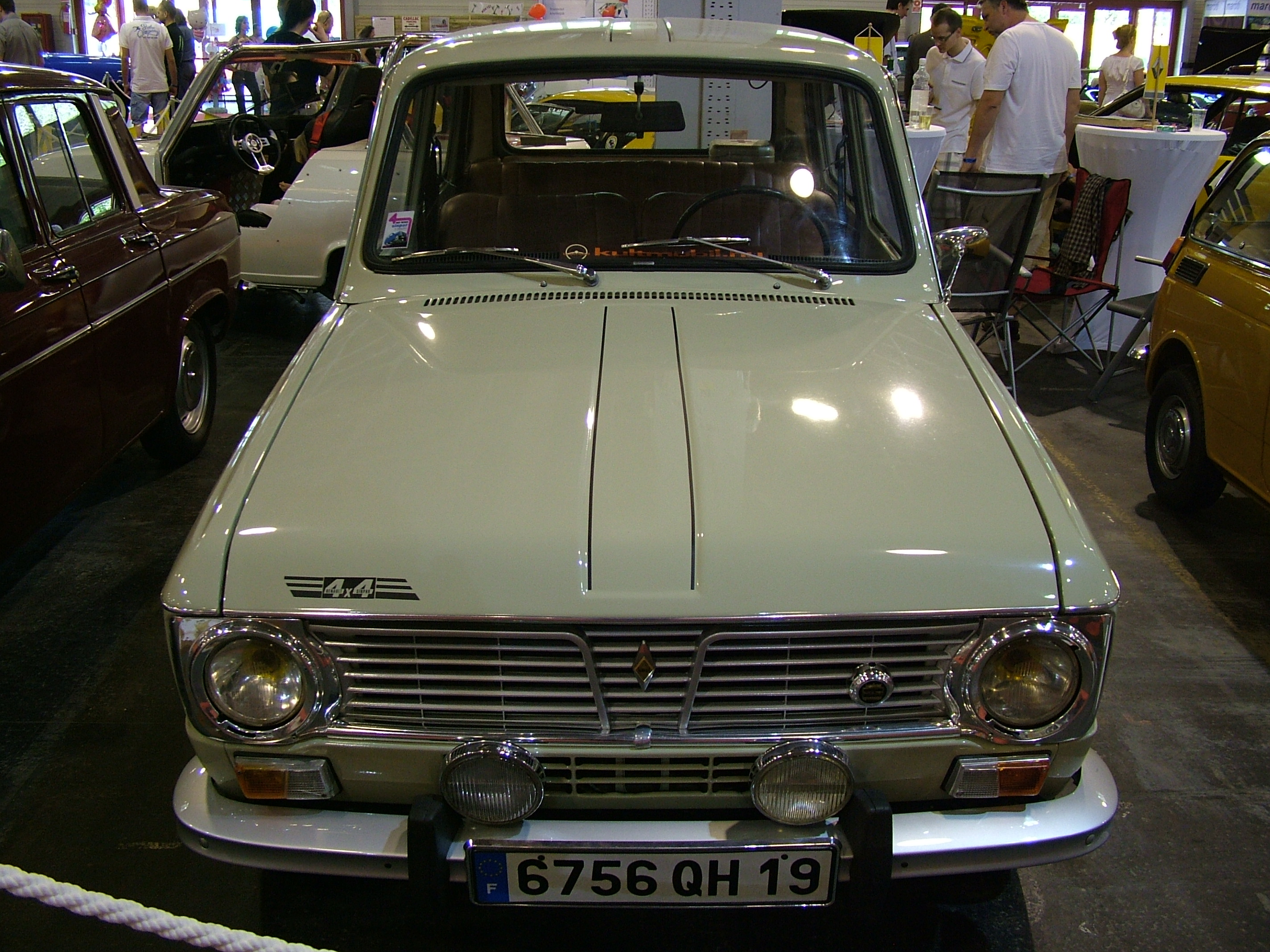
Renault 6 4x4 Sinpar (1974)
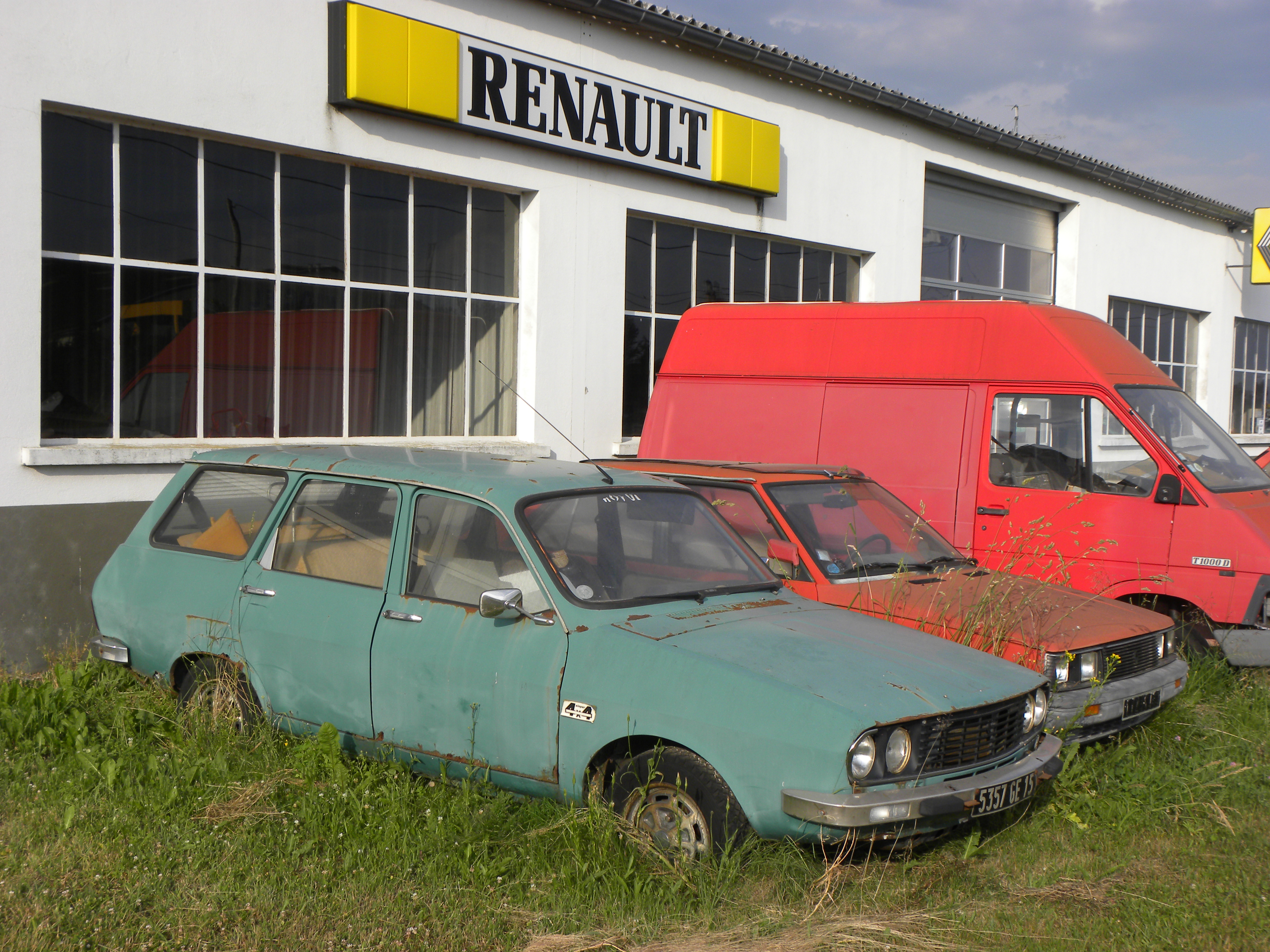
Renault 12 4x4 Sinpar
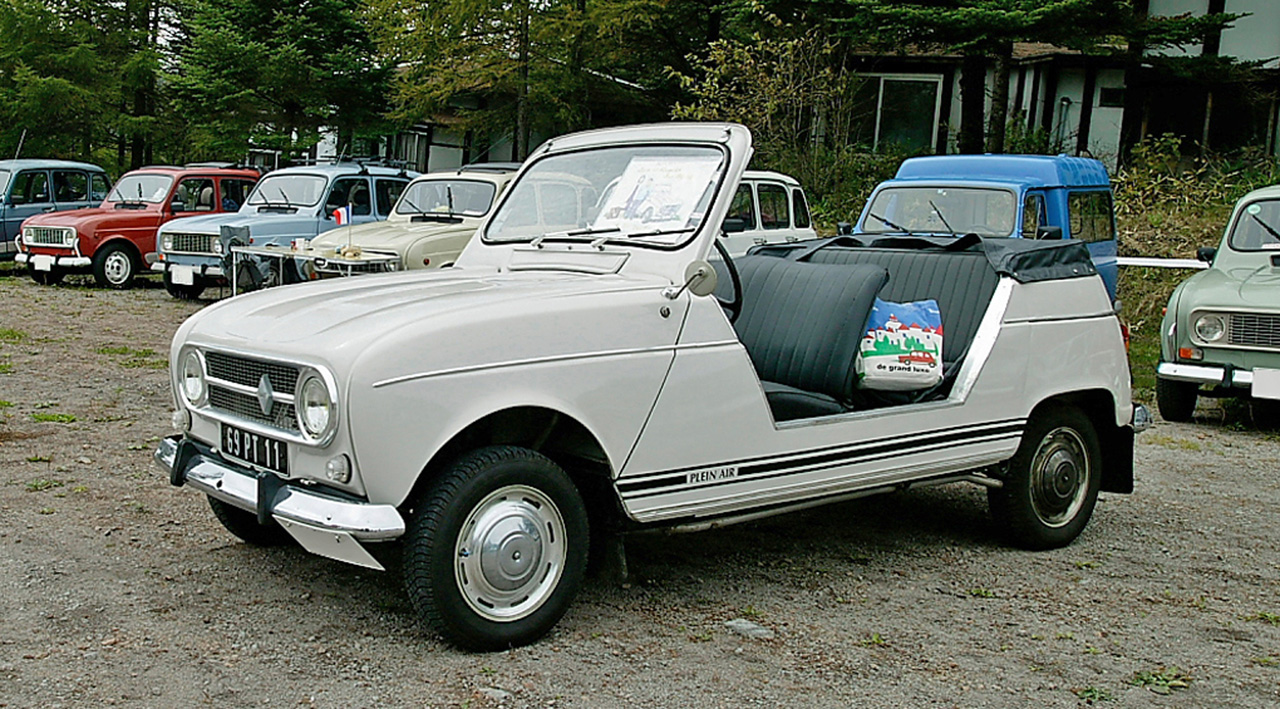
Renault 4 Plein-Air
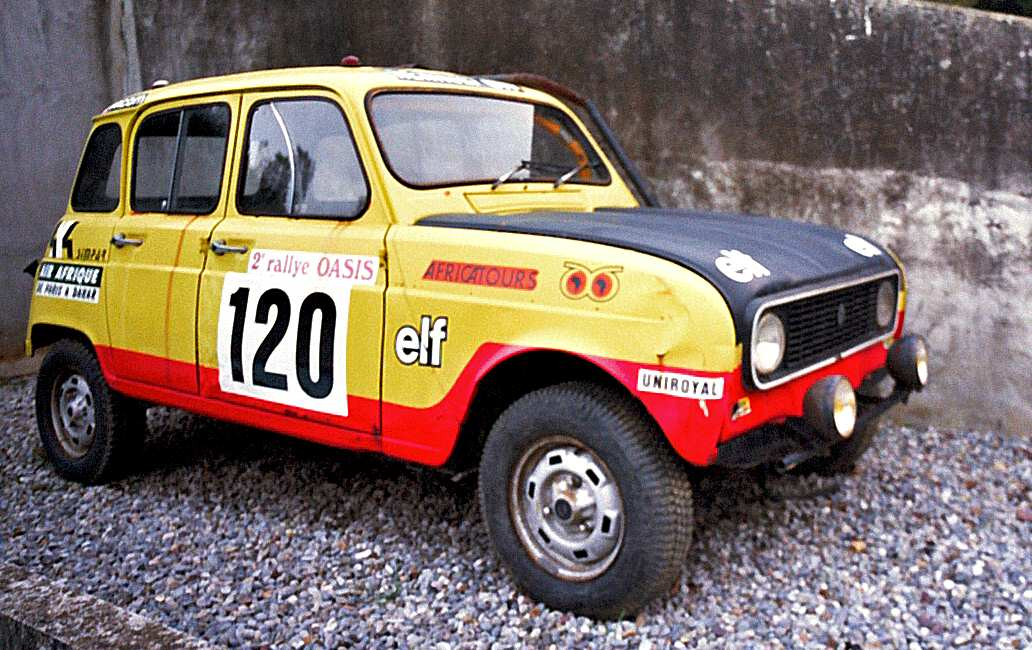
La Renault 4 des frères Marreau (Paris-Dakar 1979 et 1980)